# Hubka

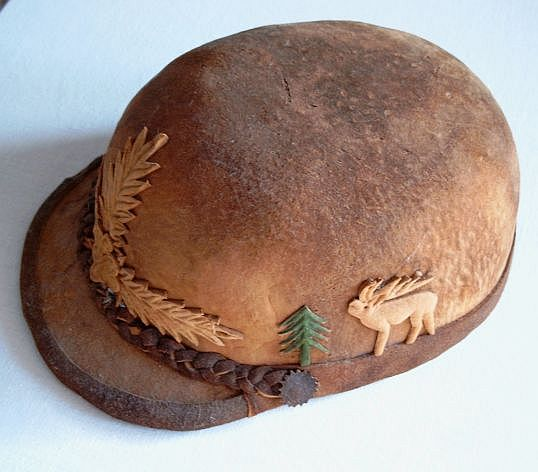
Čapka vyrobená z hubky troudnatce

Hubka, která připomíná jelenici (a dokonce se používala jako její náhražka) se vyráběla z plodnic dřevokazné houby troudnatce kopytovitého. Ve své době představovala významný obchodní artikl.
Pro svou schopnost absorbovat vlhkost se používala v lékařství podobným způsobem jako dnes vata, ovšem především byla naprosto nepostradatelnou součástí křesadla, které před vynálezem sirek patřilo do osobní výbavy každého jednotlivce, což potvrdily i výzkumy Ötziho osobních propriet.
Pro tento účel však lze podobně jako hubku z troudnatce použít také plodnic některých jiných druhů dřevokazných hub.